# 八代県
八代県（やつしろけん）は1871年（明治4年）に肥後国南部を管轄するために設置された県。現在の熊本県南部にあたる。

## 沿革
- 1871年（明治4年）11月14日 - 第1次府県統合により人吉県の廃止、天草県の合併、熊本県（第1次）のうち旧宇土藩、旧高瀬藩の移管を受けて、肥後国南部に八代県が発足。県庁は八代郡八代町（現在の八代市松江城町）の八代城に設置。
- 1873年（明治6年）2月22日 - 白川県（現熊本県）に合併。同日八代県廃止。

## 管轄地域
- 肥後国
  - 上益城郡
  - 下益城郡
  - 宇土郡
  - 八代郡
  - 天草郡
  - 葦北郡
  - 球磨郡

## 歴代知事
- 1871年（明治4年）11月14日 - 1873年（明治6年）1月25日 ： 参事・太田黒惟信（元熊本藩士）